# 硲伊之助
硲 伊之助（はざま いのすけ、1895年11月14日-1977年8月16日）は、日本の画家、陶芸家。
1914年、第1回二科展に「女の習作」出品、二科賞を受ける。1918年、二科展に作品6点を特別陳列、二科賞を受ける。
生涯で数度ヨーロッパに渡り、アンリ・マティスに師事した経験を持つ。
戦前からフランスの画家の画集の解説を書き、多数の美術エッセイを著した。
戦後は、日本美術会の委員長としても活動する傍ら、『美術手帖』、『アトリエ』、『みづゑ』、『三彩』、『美術批評』、『芸術新潮』といった美術系雑誌ばかりでなく、文芸誌の『群像』や総合誌の『中央公論』、『文藝春秋』、『世界』などに名画解説やエッセイを発表。誌上座談会の出席者としても活躍した。
1950年、東京美術学校（現東京芸術大学）助教授を辞して渡欧。日本での展覧会開催に向けてマティスと交渉し、1951年に国立博物館（現東京国立博物館）で日本で初めてのマチス展が開催された。マティスも、本展示の図録に寄せたテキストのなかで開催にいたった経緯に触れ「硲氏が、この展示が……造形芸術を学ぶ学生に与える価値というものを、よくよく説明してくれたからだ」と振り返っている。
晩年、石川県加賀市に移り住み、九谷焼の創作に没頭。古九谷の色彩と調和の探究に専念した。

## 経歴
- 1895年11月14日東京市生まれ。慶應義塾普通部中退。大下藤次郎の日本水彩画会研究所でまなぶ。
- 1912年、第1回ヒュウザン会展に水彩画「雨」を出品[5]。
- 1916年、療養のため鵠沼海岸の別荘に居住。
- 1921年、鵠沼在住の岸田劉生を訪問。フランス留学のため鵠沼海岸を離れる。
- 1926年、春陽会会員に推挙される[5]。
- 1928年、ロゾラン･アデリア･エルビラ(イタリア系フランス人)と結婚。
- 1929年、フランスから帰国、再び鵠沼海岸に居住。近所の長谷川路可と交流。
- 1931年、日本版画協会創立に参加[5]。
- 1933年、二科会会員に推挙。春陽会退会後、再度フランスに渡る。アンリ・マティスと親交[5]。
- 1936年、二科会を退会し、一水会の創立に参加[5]。
- 1944年、東京美術学校助教授に就任[5]。
- 1946年、日本美術会の創立に参加。
- 1947年、第1回美術団体連合展に「ムッシュ･ボナティ」出品。日本美術会委員長に就任。翌年12月まで[6]。
- 1950年、フランス行きのため東京芸術大学（東京美術学校）を辞任。日本での「マチス展」「ピカソ展」「ブラック展」の開催の交渉に成功する[5]。
- 1956年5月、日本美術会の委員長に選ばれる（事務局長永井潔）[6]。
- 1957年2月、日本美術会の委員長に選ばれる（事務局長中島保彦）[6]。
- 1959年、一水会陶芸部を酒井田柿右衛門等と創立する[5]。
- 1962年、加賀市吸坂町に移住し、窯を構える[4]。
- 1976年、和歌山県文化功労章を受ける[5]。
- 1986年、加賀市に硲伊之助美術館開館。

## 著書

### 画集・図録
- 『硲伊之助近作画集』（十一組出版社、1944年）
- 『硲伊之助作品集』（溪水社、1977年）
- 『硲伊之助展』（和歌山県立近代美術館、1974年）

### エッセイ
- 『マチス』（アルス、1946年）
- 『パリの窓』（読売新聞社、1952年）

### 解説を描いた名画集
- 『西洋名画家選集 第1 コロ画集』（アトリヱ社、1932年）
- 『西洋名画家選集 第7 クールベ画集』（アトリヱ社、1933年）
- 『原色版ポールセザンヌ』（ポール・セザンヌ画、共編、アトリヱ社、1940年）
- 『西洋美術文庫第42巻 ギュスタヴ・クウルベ』（アトリエ社、1941年）
- 『原色版ヴァン・ゴッホ』（小山敬三、足立源一郎との共著、美術出版社、1941年）

### 訳書
- 『ゴッホの手紙 上　ベルナール宛』（J・v.ゴッホ＝ボンゲル編、岩波文庫、1955年、改版1978年）
- 『ゴッホの手紙 中・下　テオドル宛』（岩波文庫、1961-1970年）

### 挿絵・装画を描いた出版物
- 『ばらいろ島』（ヴイルドラック原作、木村太郎訳、小山書店、1936年）
- 『ピーター・パン』（ヂェイ・エム・バリ原作、宍戸儀一訳述、小山書店、1936年）
- 『スペイン犬の家』（佐藤春夫、桜井書店、1949年）